# Bitva u Río de la Plata
Bitva u Río de la Plata byla první významná námořní bitva druhé světové války, součást bitvy o Atlantik. Německá kapesní bitevní loď Admiral Graf Spee se nacházela v jižním Atlantiku již nějakou dobu předtím, než v září začala válka, a poté začala útočit na obchodní lodě. Jedna ze skupin zaslaných britskou admiralitou k vypátrání lodě byla složená ze tří křižníků Royal Navy, HMS Exeter, HMS Ajax a HMS Achilles (poslední z divize Nového Zélandu). Na Graf Spee narazili u velkého estuáru Río de la Plata u pobřeží Uruguaye v Jižní Americe.

## Události před bitvou
21. srpna 1939 opustila kapesní bitevní loď Admiral Graf Spee Wilhelmshaven, aby se před vypuknutím války dostala do Atlantiku. Zde měla pod velením námořního kapitána Hanse Langsdorffa ničit nepřátelské obchodní lodě. Podporu jí poskytovala zásobovací loď Altmark. Od povolení zahájit útoky na nepřátelské lodě do bitvy u Río de la Plata potopila 9 lodí.
Tyto útoky nemohly nechat britskou admiralitu v klidu. Bylo zahájeno rozsáhlé pátrání. Jeho součástí byla i Force G jihoamerická křižníková skupina, které velel komodor Henry Harwood. Skládala se z těžkého křižníku HMS Exeter (kapitán Bell) a lehkých křižníků Ajax (kapitán Charles Woodhouse) a Achilles (kapitán Edward Parry).

## Bitva
- 6:18 – Začíná bitva 13. prosince výstřelem na Admiral Graf Spee.
- 6:20 – Střelbou začaly odpovídat i lodě Force G. Zároveň jeden 280 mm granát dopadl těsně vedle Exeteru. Zabil několik námořníků a zapálil katapult. Proto bylo nutné svrhnout do moře letadlo.
- 6:24 – Exeter je zasažen 280 mm granátem do dělové věže B. Je zabito téměř celé osazenstvo bojového stanoviště. Přežil pouze kapitán a 2 důstojníci.
- 6.26 Exeter je zasažen 2 granáty ráže 280 mm. Jeden proletěl lodí aniž by vybuchl.
- 6:40 – Je zasažena dělová věž A Exeteru a celá přední paluba je v plamenech. Blízký zásah Achilla zabil 4 muže a zranil kapitána Parryho.
- 6:44 – Exeter který je opět zasažen a zbývají mu pouze 2 děla v zadní věži, 3× zasáhne granáty 203 mm Admiral Graf Spee. Tam je zabito mnoho námořníků a je vyřazeno stanoviště centrálního řízení palby.
- 7:20 – Exeter se obrátí na jihovýchod a začne se vzdalovat z místa boje.
- 7:25 – Zásahem granátu jsou zničeny obě zadní věže Achillea.
- 7:40 – Oba lehké křižníky se obracejí na východ a plnou parou opouštějí bojiště. Tím končí hlavní část bitvy.
- 10:05 – Admiral Graf Spee vypálil dvě salvy na Achiles ale k zásahu nedošlo.
- 20:54 – Achilles odpálil neúspěšně 5 salv na Admiral Graf Spee.
- 21:32, 21:40 a 21:43 – Admiral Graf Spee odpálil salvy na Achilles, ale opět neúspěšně.
- 0:50 Admiral Graf Spee spustil kotvy na vnitřní rejdě přístavu Montevideo.

## Past v Montevideu

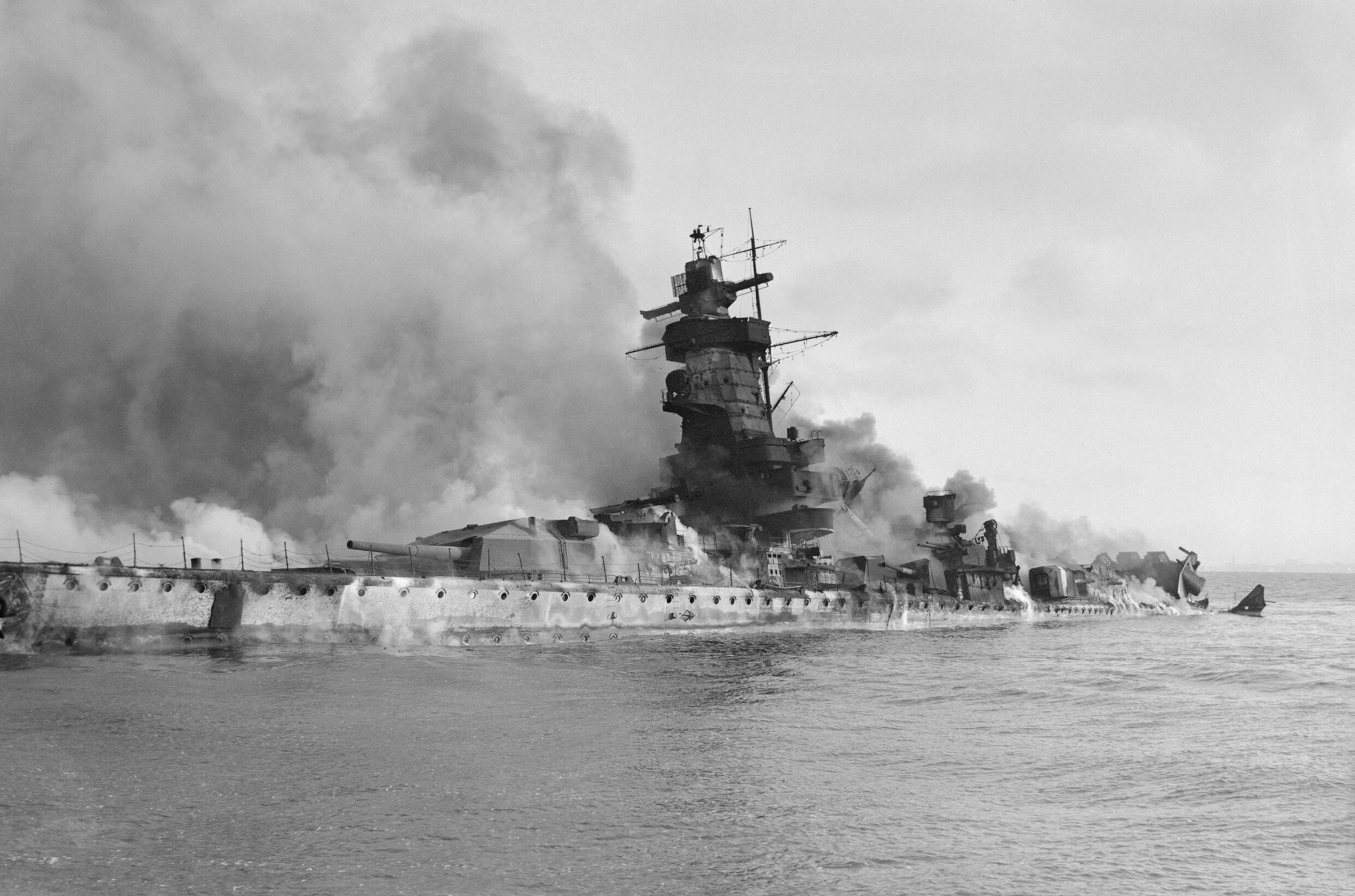
Potápějící se Admiral Graf Spee

V neutrálních vodách Montevidea se Langsdorff pokoušel vyjednat čas nutný k opravě lodi, ale to se mu nezdařilo. Když 17. prosince 1939 vypršelo ultimatum k opuštění přístavu, vyplul Admiral Graf Spee za hranice třímílové zóny a tam byl vyhozen do povětří. Zajatci byli propuštěni a posádka odcestovala do Buenos Aires kde byla internována. Kapitán Hans Langsdorff se 19. prosince v Buenos Aires zastřelil.
Druhá část zajatců, která plula na zásobovací lodi Altmark byla osvobozena 16. února 1940. V tehdy ještě neutrálním norském přístavu Jøssingfjord zaútočila posádka britského torpédoborce HMS Cossack na palubu Altmarku a zajatce osvobodila.
Těžký křižník Exeter musel odplout na opravy do Devonportu. Zde kromě oprav proběhla i modernizace a křižník se proto vrátil do akce až v březnu 1941.
O události byl v roce 1956 natočen britský hraný film Bitva u La Plata.